# Protée (lune)
Pour les articles homonymes, voir Protée et Proteus.
Protée est le sixième satellite naturel de Neptune par rayon orbital croissant et le deuxième par taille décroissante.

## Historique

### Découverte
Il a été découvert en 1989 par Stephen P. Synnott et Bradford A. Smith lors du passage de la sonde Voyager 2 près de Neptune, le 16 juin, ou peu avant cette date.

### Dénomination
Temporairement désigné S/1989 N 1, il porte le nom de Protée, un dieu marin de la mythologie grecque qui pouvait changer de forme à volonté, fils de Poséidon et de mère inconnue.

## Caractéristiques physiques
Protée est un astre de forme irrégulière, couvert de cratères d'impact, et ne montre aucun signe d'activité géologique. Il est suggéré que Protée est aussi grand que possible pour un objet de cette densité sans devenir sphérique sous sa propre gravité.
Protée est l'un des objets les plus sombres du Système solaire, presque aussi sombre que la suie : comme la plupart des lunes des planètes gazeuses, il ne réfléchit que 10 % de la lumière qui le frappe.